# Sopa de los pobres en Arroios
Sopa de los pobres en Arroios (en portugués: Sopa de Arroios ) es un grabado de Domingos Sequeira, realizada en 1813.

## Descripción
La pintura es un grabado con unas dimensiones de 42 x 78 centímetros. Es en la colección de la Biblioteca Nacional de Portugal, en Lisboa.

## Análisis
Representa la distribución de alimentos a los desplazados durante la guerra.

## Europeana 280
En abril de 2016, la pintura Sopa de los pobres en Arroios fue seleccionada como una de las diez más grandes obras artísticas de Portugal por el proyecto Europeana.